# Martin Schieg
Martin Schieg (* 1952 in Augsburg) ist Vorstand der WSP CBP Consulting Engineers AG. Die Muttergesellschaft WSP Group plc ist eine internationale börsennotierte Aktiengesellschaft mit weltweit rund 10.000 Mitarbeitern.

## Leben
Schieg studierte Bauingenieurwesen an der Technischen Universität München. Er hatte seit 1997 Lehraufträge an der University of Applied Science Augsburg, an der Technischen Universität München sowie an der Gediminias Technischen Universität Vilnius inne. Die Schwerpunkte seiner Forschungstätigkeit sind Risikomanagement und Organisationstheorie, bezogen auf das Management von großen und komplexen Bauprojekten.
Er war verantwortlich für den Neubau des Flughafens München Terminal 1 und Terminal 2 und die Parlamentsgebäude Paul-Löbe-Haus und Marie-Elisabeth-Lüders-Haus.